# 岡山県津山陸上競技場
岡山県津山陸上競技場（おかやまけんつやまりくじょうきょうぎじょう）は、岡山県津山市志戸部の津山スポーツセンター内にある陸上競技場。球技場としても使用される。施設は岡山県が所有し、津山市教育委員会スポーツ課が指定管理者として運営管理を行っている。

## 概要
当競技場は平成6年（1994年）に岡山県によって設置された県北部を代表する陸上競技場で、美作地方や県北を対象にした大会の主会場として使用され、全県規模の大会に使用されることもある。
メインスタンドには会議室、医務室、トレーニング室、更衣室、写真判定室、放送室、特別室、記者室、身体障害者席等を備え規模の大きな大会に対応可能。
設備など
- 日本陸上競技連盟第2種公認
- 陸上用トラック：400m×8レーン（全天候舗装）
- 天然芝ピッチ：106m×74m
- ナイター設備：照明塔4基 (Lx)
- 観客席
  - 収容人員：10,000人（メインスタンド約5,000人、バック・コーナー芝生席約5,000人）
- 多目的広場
  - 2,010m² (30m×67m) の広場には夜間照明設備を備える。12月上旬から2月下旬の間はアイススケート場｢アイスランド津山｣として使用され、毎週日曜日にはスケート教室が開かれる。
- 駐車場： 340台（無料）

## ファジアーノ岡山FCの公式戦
2008年から2012年までファジアーノ岡山FC（以下・トップ）が年1～2回公式戦を開催していた。ファジアーノがJ2に昇格した2008年当時、県内でJ2開催基準を満たしていたのはkankoスタジアム(当時)だけで、2009年（平成21年）5月30日の湘南ベルマーレ戦は他競技と日程が重なり特例として行われた。
2009年秋に岡山県は縦の芝生部分を1メートル長くすると同時に張り替えを行った。この改修により本施設はJ2開催基準を満たした。尚、照明の明るさが基準に足りないためデーゲームで開催された。Jリーグクラブライセンス制度が導入された2013年以降、トップの公式戦開催は2015年の1試合のみとなっている。
なお2014年から2016年まではファジアーノのサテライトチームであるファジアーノ岡山ネクスト（以下・ネクス）が日本フットボールリーグ（JFL）で主催試合を行っていた。
| 年度         | トップ | ネクス | 備考   |
| 2008シーズン | 2      | -      | JFL    |
| 2009シーズン | 1      | -      | J2     |
| 2010シーズン | 1      | -      | J2     |
| 2011シーズン | 1      | -      | J2     |
| 2012シーズン | 1      | -      | J2     |
| 2013シーズン | -      | -      | -      |
| 2014シーズン | -      | 1      | JFL    |
| 2015シーズン | 1      | 5      | J2/JFL |
| 2016シーズン | -      | 4      | JFL    |

## 行事

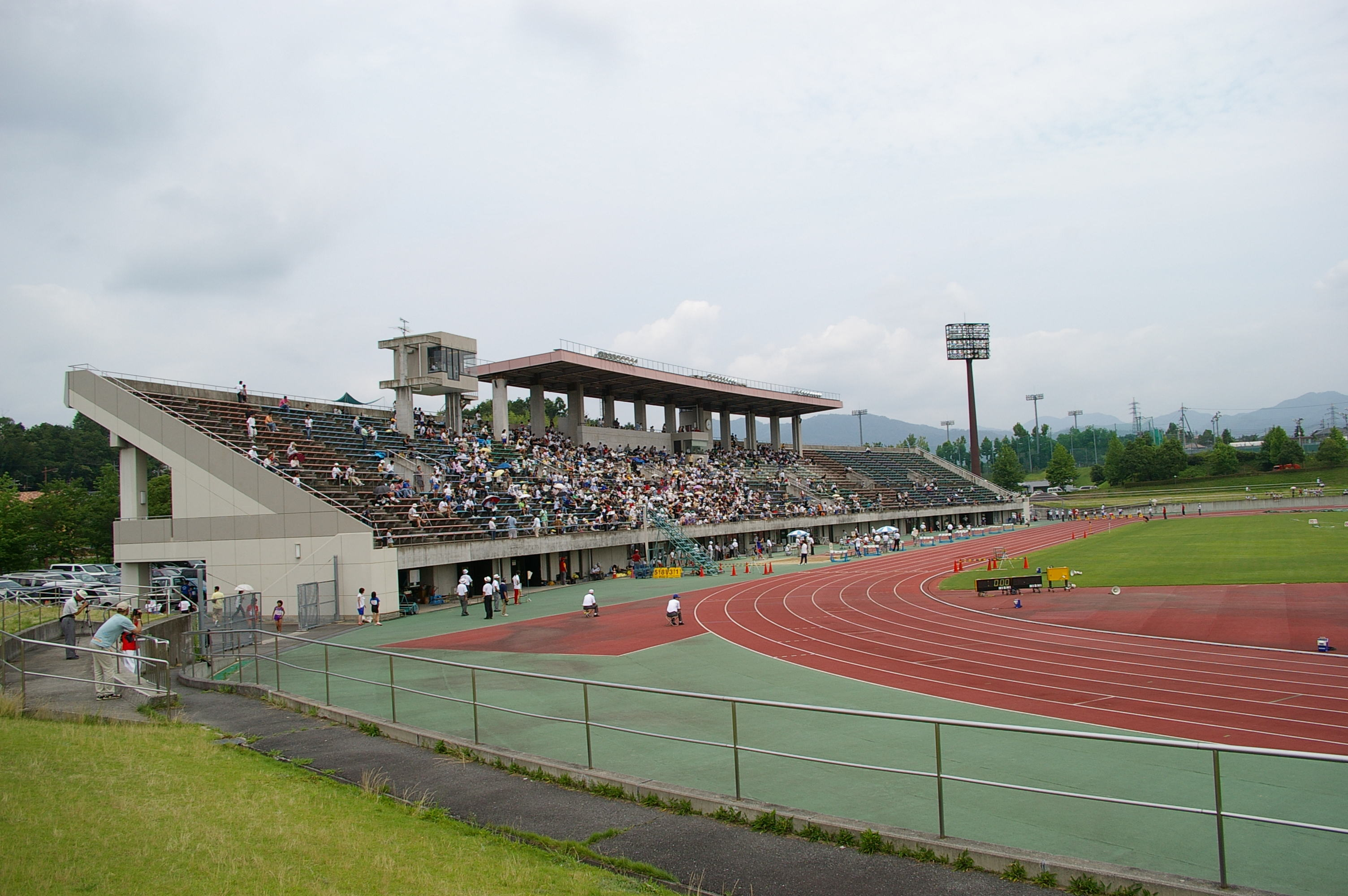
津山陸上競技場メインスタンド

### 陸上競技会・大会
- 4月
  - 津山陸上競技記録会
- 5月
  - 県高校総体美作地区予選会
- 8月
  - 津山陸上競技選手権大会
- 9月
  - 津山陸上競技記録会
- 10月
  - つやま市民スポーツ祭
  - リレーカーニバル
- 12月
  - 津山駅伝競走大会

### サッカー(ファジアーノ以外)・その他
- 岡山湯郷ベルの公式戦
- ヴィッセル神戸の公式戦（1996年に1試合）

## 津山スポーツセンターの施設
- 津山市営球場
- サッカー場
- テニスコート
- 津山勤労者総合福祉センター － 体育館
- 津山スポーツロッジ弥生荘 － 会議室、宿泊施設

## アクセス
- バス
  - JR姫新線、津山線、因美線・津山駅より中鉄北部バスで「スポーツセンター」行で終点下車[1]
- 自動車
  - JR津山駅より車で20分[1]
  - 中国自動車道・院庄インターチェンジより15分[1]
  - 中国自動車道・津山インターチェンジより15分[1]